# Piața Constantin Negruzzi din Chișinău
Piața Constantin Negruzzi (până în 1992 piața G. Kotovski) se află în sectorul Centru, la intersecția străzii Albișoara cu bulevardele Dimitrie Cantemir, Constantin Negruzzi și Iuri Gagarin. Specificul său este creat de arhitectura hotelului „Cosmos” cu statuia lui Grigore Kotovski în față și clădirile din apropiere.